# Theaterhaus Berlin

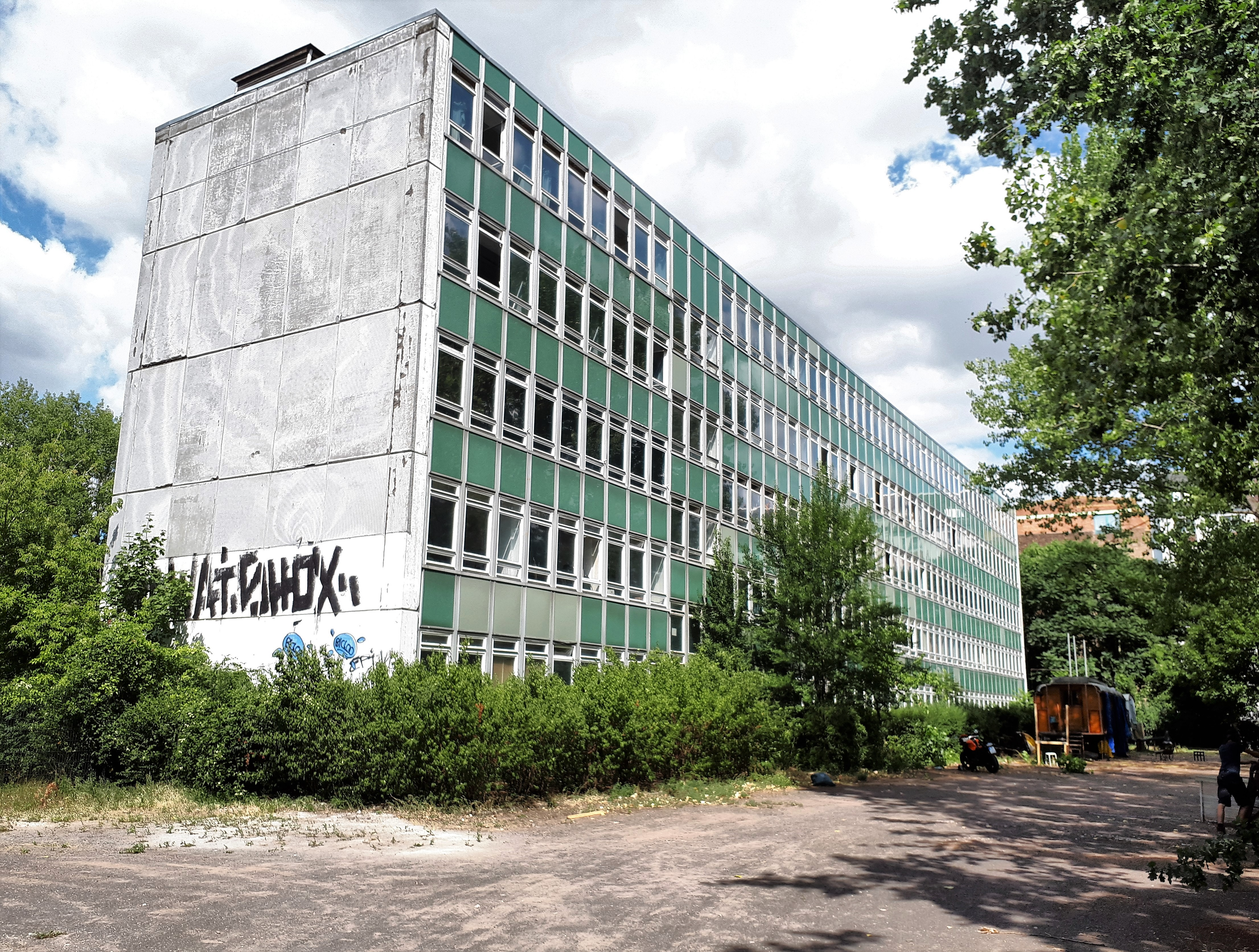
Theaterhaus Berlin-Mitte Neue Jakobstraße

Das Theaterhaus Berlin (ehemals Theaterhaus Mitte) ist ein zentraler Proben- und Produktionsstandort sowie Kommunikationsplattform für freie darstellende Künstler aller Genres in Berlin. Aus dem Theaterhaus Mitte wurde mit dem zusätzlichen Standort im Bezirk Schöneweide das Theaterhaus Berlin.

## Geschichte
Gegründet wurde das Haus 1992 als „Theaterprobenhaus“ in der Rosenthaler Straße durch das Bezirksamt Berlin-Mitte. Ziel war die Förderung freischaffender Theatermacher durch ein Angebot kostengünstiger Proberäume. Nach mehreren Zwischenstationen, in einem Umspannwerk der BEWAG und im Gebäude einer ehemaligen Grundschule aus der Gründerzeit am Koppenplatz, befindet sich das Theaterhaus seit 2009 in der Wallstraße in einem ehemaligen Schulgebäude, im historischen Bereich der Fischerinsel an der Grenze zwischen den Bezirken Mitte und Kreuzberg. Betrieben wird es seitdem durch die Kulturinitiative Förderband gGmbH, zu der seit 2021 auch das Gebäude der ehemaligen Hochschule für Schauspielkunst Ernst Busch im Bezirk Schöneweide gehört.

## Nutzung
Das Theaterhaus Berlin verfügt über preisgünstige, bedarfsspezifische Proberäume für Performance, Artistik, Tanz und Theater. Das Angebot richtet sich an professionell arbeitende darstellende Künstler aus der lokalen und internationalen Freien Szene. Im engen Austausch mit Kunstschaffenden, Spielstätten sowie kulturpolitischen Akteuren der Stadt engagiert sich das Theaterhaus Berlin für die strukturelle Stärkung, Vernetzung und Sichtbarkeit der Freien Szene Berlins.
Das Theaterhaus Berlin ist seit über 30 Jahren Produktionszentrum und Vernetzungsplattform der Freien Darstellenden Künste in Berlin und bietet an zwei Standorten – im zentralen Stadtteil Mitte und in der idyllischen, wassernahen Umgebung von Schöneweide – das größte Kontingent an Proberäumen in Berlin sowie ein inspirierendes Umfeld für kreatives Arbeiten und künstlerisches Schaffen. 
Schwerpunkte für weitergehende Kooperationen des Theaterhauses bildeten darüber hinaus in den vergangenen Jahren Projekte mit interkulturellem Hintergrund und Diversitätsaspekten, Theater im öffentlichen Raum sowie Projekte von Berufsanfängern.

## Standorte
Das Theaterhauses Berlin-Mitte befindet sich in der Neue Jakobstraße 9, das Theaterhaus Berlin-Schöneweide in der Schnellerstraße 104.

## Träger
Betrieben wird das Theaterhaus Berlin durch die Kulturinitiative Förderband gGmbH. Gefördert wird der Betrieb durch den Senator für Kultur und Gesellschaftlichen Zusammenhalt.